# 宇航员列表
旗帜表示宇航员在担任宇航员期间的主要公民身份。符号 表示女性宇航员。符号 △ 表示已经离开近地轨道的宇航员。符号 ▲ 表示曾在月球上行走的宇航员。符号 † 表示殉职的宇航员。

## A
- 约瑟夫·M·阿卡巴 (1967–) — STS-119, 联盟TMA-04M, 联盟MS-06
- 洛伦·阿克顿 (1936–) — STS-51-F
- 邁克爾·詹姆斯·亞當斯 (1930–1967) † — Died in the X-15 Flight 191 break up.
- 詹姆斯·亚当森（英语：James C. Adamson） (1946–) — STS-28, STS-43
- 维克托·米哈伊洛维奇·阿法纳西耶夫 — 联盟TM-11（英语：Soyuz TM-11）, 联盟TM-18（英语：Soyuz TM-18）, 联盟TM-29（英语：Soyuz TM-29）, 联盟TM-33/联盟TM-32
- 艾登·艾姆别托夫 — 联盟TMA-18M
- 托马斯·埃克斯（英语：Thomas Akers） — STS-41, STS-49, STS-61, STS-79
- 弗拉基米尔·阿克肖诺夫 — 联盟22号（英语：Soyuz 22）, 联盟T-2（英语：Soyuz T-2）
- 巴兹·奥尔德林 △▲ — 双子座12号, 阿波罗11号. Second person to walk on the Moon.
- 亚历山大·帕纳约托夫·亚历山德罗夫（英语：Aleksandr Panayotov Aleksandrov） — 联盟TM-5（英语：Soyuz TM-5）
- 亚历山大·帕夫洛维奇·亚历山德罗夫 — 联盟T-9（英语：Soyuz T-9）, 联盟TM-3（英语：Soyuz TM-3）
- 阿里·艾尔卡尔尼（英语：Ali AlQarni） — 公理2号
- 安德鲁·M·艾伦（英语：Andrew M. Allen） — STS-46, STS-62, STS-75
- 约瑟夫·艾伦 — STS-5, STS-51-A
- 迈克尔·艾尔斯伯里（英语：Michael Alsbury） † — 商业航天员（英语：Commercial astronaut）, died in the 《VSS Enterprise（企業號）（英语：VSS Enterprise）》 維珍太空船2號墜毀事件（英语：VSS Enterprise crash） crash
- Christopher Altman — 美国国家航空航天局-trained 商业航天员（英语：Commercial astronaut）, Association of Spaceflight Professionals 2011[1][2]
- 史葛·阿特曼（英语：Scott Altman） — STS-90, STS-106, STS-109, STS-125
- 威廉·安德斯 △ — 阿波罗8号
- 克莱顿·安德森（英语：Clayton Anderson） — STS-117/STS-120, STS-131
- 迈克尔·安德森 (1959–2003) † — STS-89. Died in the 哥伦比亚号航天飞机灾难 (STS-107).

- - (Claudie André-Deshays – see Claudie Haigneré)
- 多米尼克·安东内利（英语：Dominic A. Antonelli） — STS-119, STS-132
- 杰罗姆·阿普特（英语：Jerome Apt） — STS-37, STS-47, STS-59, STS-79
- 李·阿尔尚博（英语：Lee Archambault） — STS-117, STS-119
- 尼尔·阿姆斯特朗 (1930–2012) △▲ — 双子座8号, 阿波罗11号. First person to walk on the Moon.[3][4]
- 阿努什·安萨里 — 联盟TMA-9
- 奥列格·阿尔捷米耶夫 — 联盟TMA-12M, 联盟MS-08, 联盟MS-21
- 理查德·阿诺德（英语：Richard R. Arnold） — STS-119, 联盟MS-08
- 阿纳托利·阿尔采巴尔斯基 — 联盟TM-12（英语：Soyuz TM-12）
- 尤里·阿尔秋欣 (1930–1998) — 联盟14号（英语：Soyuz 14）
- 杰弗里·阿什比（英语：Jeffrey Ashby） — STS-93, STS-100, STS-112
- 奥列格·阿特科夫（英语：Oleg Atkov） — 联盟T-10（英语：Soyuz T-10）/联盟T-11（英语：Soyuz T-11）
- 托克塔尔·奥巴基罗夫 — 联盟TM-13/联盟TM-12（英语：Soyuz TM-12）
- 塞丽娜·奥农-钱赛勒（英语：Serena Auñón-Chancellor） — 联盟MS-09, 远征56（英语：Expedition 56）/远征57（英语：Expedition 57）
- 谢尔盖·阿夫杰耶夫 — 联盟TM-15（英语：Soyuz TM-15）, 联盟TM-22（英语：Soyuz TM-22）

## B
- 詹姆斯·巴吉安（英语：James P. Bagian）, M.D. — STS-29, STS-40
- 埃伦·贝克（英语：Ellen S. Baker）, M.D. — STS-34, STS-50, STS-71
- 迈克尔·A·贝克（英语：Michael A. Baker） — STS-43, STS-52, STS-68, STS-81
- 亚历山大·尼古拉耶维奇·巴兰金 — 联盟TM-9（英语：Soyuz TM-9）
- 迈克尔·巴勒特（英语：Michael Barratt (astronaut)）, M.D. — 联盟TMA-14, STS-133, SpaceX載人8號
- 雷扬纳·巴尔纳维（英语：Rayyanah Barnawi） — 公理2号
- 凯拉·巴伦— SpaceX載人3號
- 丹尼尔·T·巴里（英语：Daniel T. Barry） — STS-72, STS-96, STS-105
- 约翰-大卫·巴托（英语：John-David F. Bartoe） — STS-51-F
- 查尔斯·巴塞特 (1931–1966) — No flights. Originally assigned to 双子座9A号.
- 尤里·米哈伊洛维奇·巴图林 — 聯盟TM-28（英语：Soyuz TM-28）/联盟TM-27（英语：Soyuz TM-27）, 联盟TM-32/联盟TM-31
- 帕特里克·鮑德雷（英语：Patrick Baudry） — STS-51-G
- Ken Baxter （页面存档备份，存于） – Galactic 03
- 艾伦·宾 (1932–2018) △▲ — 阿波罗12号, 天空实验室3号
- 罗伯特·本肯（英语：Bob Behnken） — STS-123, STS-130, 载人龙飞船示范2号
- 伊万·贝拉（英语：Ivan Bella） — 联盟TM-29（英语：Soyuz TM-29）/聯盟TM-28（英语：Soyuz TM-28）
- 帕维尔·别利亚耶夫 (1925–1970) — 上升2号
- Katherine Bennell-Pegg — No flights
- 格奥尔吉·别列戈沃伊 (1921–1995) — 联盟3号（英语：Soyuz 3）
- 阿纳托利·别列佐沃伊 (1942–2014) — 联盟T-5（英语：Soyuz T-5）/联盟T-7（英语：Soyuz T-7）
- Brian Binnie — SpaceShipOne flight 17P
- 约翰·布莱哈（英语：John E. Blaha） — STS-29, STS-33, STS-43, STS-58, STS-79/STS-81
- 迈克尔·布卢姆菲尔德（英语：Michael J. Bloomfield） — STS-86, STS-97, STS-110
- 圭恩·布鲁福德 — STS-8, STS-61-A, STS-39, STS-53
- 卡罗尔·鲍勃科 (1937–2023) — STS-6, STS-51-D, STS-51-J
- 埃里克·鲍伊（英语：Eric Boe） — STS-126, STS-133
- 查尔斯·伯尔登 — STS-61-C, STS-31, STS-45, STS-60
- 罗伯塔·邦达尔（英语：Roberta Bondar）, M.D. — STS-42
- 瓦连京·瓦西里耶维奇·邦达连科 (1937–1961) † — No flights. Died from a training-related fire accident.
- 安德烈·鲍里先科 — 联盟TMA-21, 联盟MS-02
- 康斯坦丁·鲍里索夫（英语：Konstantin Borisov） — SpaceX載人7號
- 弗兰克·博尔曼 (1928–2023) △ — 双子座7号, 阿波罗8号
- 斯蒂芬·鲍恩 — STS-126, STS-132, STS-133, SpaceX載人6號
- 肯·鲍尔索克斯（英语：Ken Bowersox） — STS-50, STS-61, STS-73, STS-82, STS-113/联盟TMA-1
- 小查尔斯·E·布雷迪（英语：Charles E. Brady Jr.）, M.D. (1951–2006) — STS-78
- 文斯·布兰德 — 阿波罗-联盟测试计划, STS-5, STS-41-B, STS-35
- 丹尼尔·布兰登斯坦 — STS-8, STS-51-G, STS-32, STS-49
- 兰道夫·布列兹尼克（英语：Randolph Bresnik） — STS-129
- 罗伊·布里奇斯（英语：Roy D. Bridges Jr.） — STS-51-F
- 柯提斯·布朗 — STS-47, STS-66, STS-77, STS-85, STS-95, STS-103
- 戴维·M·布朗 (1956–2003) † — Died in the 哥伦比亚号航天飞机灾难 (STS-107)
- 马克·布朗 — STS-28, STS-48
- 詹姆斯·布克利 — STS-51-C, STS-61-A, STS-29, STS-48
- 杰伊·C·巴基（英语：Jay C. Buckey）, M.D. — STS-90
- 尼古拉·布达林 — STS-71/聯盟TM-21（英语：Soyuz TM-21）, 联盟TM-27（英语：Soyuz TM-27）, STS-113/联盟TMA-1
- 约翰·布尔 (1934–2008) — No flights.
- 丹尼尔·伯班克（英语：Daniel C. Burbank） — STS-106, STS-115, 联盟TMA-22
- 丹尼尔·博斯奇（英语：Daniel W. Bursch） — STS-51, STS-68, STS-77, STS-108/STS-111
- 瓦列里·贝科夫斯基 (1934–2019) — 東方五號, 联盟22号（英语：Soyuz 22）, 联盟31号（英语：Soyuz 31）/联盟29号（英语：Soyuz 29）

## C
- 罗伯特·卡巴纳（英语：Robert D. Cabana） — STS-41, STS-53, STS-65, STS-88
- 伊冯娜·卡格尔（英语：Yvonne Cagle）, M.D. — No flights.
- 蔡旭哲 — 神舟十四号
- 費爾南多·卡爾德羅（英语：Fernando Caldeiro） (1958–2009) — No flights.
- 查尔斯·卡马尔达（英语：Charles Camarda） — STS-114
- 肯尼思·D·卡梅伦（英语：Kenneth D. Cameron） — STS-37, STS-56, STS-74
- 泽娜·卡德曼（英语：Zena Cardman） — No flights.
- 杜安·G·凯里（英语：Duane G. Carey） — STS-109
- 斯科特·卡彭特 (1925–2013) — 水星-宇宙神7号[5]
- 杰拉德·卡尔 (1932–2020) — 太空实验室4号（英语：Skylab 4）
- 索尼·卡特（英语：Sonny Carter）, M.D. (1947–1991) — STS-33
- 约翰·卡斯帕（英语：John Casper） — STS-36, STS-54, STS-62, STS-77
- 乔希·卡萨达 — SpaceX载人5号
- 克里斯托弗·卡西迪（英语：Christopher Cassidy） — STS-127 联盟MS-16
- 罗伯特·森克（英语：Robert J. Cenker） — STS-61-C
- 尤金·塞尔南 (1934–2017) △▲ — 双子座9A号, 阿波罗10号, 阿波罗17号
- 罗杰·查菲 (1935–1967) † — Died in the 阿波罗1号 fire accident.
- 格雷戈里·查米托夫（英语：Gregory Chamitoff） — STS-124/STS-126, STS-134
- 張福林 — STS-61-C, STS-34, STS-46, STS-60, STS-75, STS-91, STS-111
- 菲利普·查普曼 — No flights.
- 拉贾·查里 — SpaceX載人3號
- 卡尔帕娜·乔拉 (1961–2003) † — STS-87. Died in the 哥伦比亚号航天飞机灾难 (STS-107).
- 毛里齐奥·切利（英语：Maurizio Cheli） — STS-75
- 陈冬 — 神舟十一号, 神舟十四号.
- 陈全 — No flights. Backup for Shenzhou 7.
- 焦立中 — STS-65, STS-72, STS-92, 联盟TMA-5
- 凯文·齐尔顿 — STS-49, STS-59, STS-76
- 让-卢·克雷蒂安 — 联盟T-6（英语：Soyuz T-6）, 联盟TM-7（英语：Soyuz TM-7）/联盟TM-6（英语：Soyuz TM-6）, STS-86
- 尼古拉·丘布（英语：Nikolai Chub） — 联盟MS-24/联盟MS-25
- 劳雷尔·克拉克, M.D. (1961–2003) † — Died in the 哥伦比亚号航天飞机灾难 (STS-107)
- 玛丽·克利夫（英语：Mary L. Cleave） (1947–2023) — STS-61-B, STS-30
- 让-弗朗索瓦·克莱瓦（英语：Jean-François Clervoy）, EAC — STS-66, STS-84, STS-103
- 迈克尔·R·克利福德（英语：Michael R. Clifford） (1952–2021) — STS-53, STS-59, STS-76
- 迈克尔·科茨 — STS-41-D, STS-29, STS-39
- 肯尼思·科克雷尔（英语：Kenneth Cockrell） — STS-56, STS-69, STS-80, STS-98, STS-111
- 凯瑟琳·科尔曼（英语：Catherine Coleman）  — STS-73, STS-93, 联盟TMA-20
- 艾琳·科林斯 — STS-63, STS-84, STS-93, STS-114
- 迈克尔·科林斯 (1930–2021) △ — 双子座10号, 阿波罗11号
- 皮特·康拉德 (1930–1999) △▲ — 双子座5号, 双子座11号, 阿波罗12号, 天空實驗室2號
- 戈尔登·库勃 (1927–2004) — 水星-宇宙神9号（英语：Mercury-Atlas 9）, 双子座5号
- 理查德·科维 — STS-51-I, STS-26, STS-38, STS-61
- 蒂莫西·克里默（英语：Timothy Creamer） — 联盟TMA-17
- 约翰·克雷顿 — STS-51-G, STS-36, STS-48
- 罗伯特·克里彭 — STS-1, STS-7, STS-41-C, STS-41-G
- 薩曼塔·克里斯托福雷蒂 — 联盟TMA-15M, SpaceX載人4號 (2022)
- 罗杰·K·克劳奇（英语：Roger K. Crouch） — STS-83, STS-94
- 弗兰克·卡伯特森（英语：Frank L. Culbertson Jr.） — STS-38, STS-51, STS-105/STS-108
- 瓦尔特·康尼翰 (1932–2023)— 阿波罗7号
- 罗伯特·科宾（英语：Robert Curbeam） — STS-85, STS-98, STS-116
- 南希·柯里（英语：Nancy J. Currie-Gregg） — STS-57, STS-70, STS-88, STS-109

## D
- Bill Dana (1930–2014) — X-15試驗機 flights 174 and 197
- 贾恩·戴维斯（英语：Jan Davis） — STS-47, STS-60, STS-85
- 劳伦斯·德卢卡斯（英语：Lawrence J. DeLucas） — STS-50
- 弗兰克·德·温纳（英语：Frank De Winne） — 联盟TMA-1/联盟TM-34, 联盟TMA-15
- 邓清明 — 神舟十五号
- 弗拉基米尔·杰茹罗夫 — 聯盟TM-21（英语：Soyuz TM-21）/STS-71
- 格奧爾基·多布羅沃爾斯基 (1928–1971) † — Died in the 联盟11号 reentry depressurisation
- 土井隆雄 — STS-87, STS-123
- 马修·多米尼克 — SpaceX載人8號
- 阿尔文·德鲁（英语：Alvin Drew） — STS-118, STS-133
- 彼得·杜布罗夫（英语：Pyotr Dubrov） — 联盟MS-18,  联盟MS-19
- 布莱恩·达菲（英语：Brian Duffy (astronaut)） — STS-45, STS-57, STS-72, STS-92
- 查尔斯·杜克 △▲ — 阿波罗16号
- 邦尼·珍妮·邓巴（英语：Bonnie J. Dunbar） — STS-61-A, STS-32, STS-50, STS-71, STS-89
- Alexander Dunlap — APS STS-90
- 佩德罗·杜克 — STS-95, 联盟TMA-3/联盟TMA-2
- 塞缪尔·杜兰斯（英语：Samuel T. Durrance） (1943–2023) — STS-35, STS-67
- 詹姆斯·达顿（英语：James Dutton (astronaut)） — STS-131
- 列夫·焦明 (1926–1998) — 联盟15号（英语：Soyuz 15）
- 特雷西·考德威尔·戴森 — STS-118, 联盟TMA-18, 联盟MS-25
- 弗拉基米尔·贾尼别科夫 — 联盟27号（英语：Soyuz 27）/联盟26号（英语：Soyuz 26）, 联盟39号（英语：Soyuz 39）, 联盟T-6（英语：Soyuz T-6）, 联盟T-12（英语：Soyuz T-12）, 联盟T-13（英语：Soyuz T-13）

## E
- 小乔·F·爱德华兹（英语：Joe F. Edwards Jr.） — STS-89
- 唐·埃斯利 (1930–1987) — 阿波罗7号
- 安东尼·英格兰 — STS-51-F
- 约瑟夫·恩格 — X-15試驗機 flights 138, 143, and 153, STS-2, STS-51-I
- 珍妮特·埃普斯 — SpaceX載人8號
- 罗纳德·埃万斯 (1933–1990) △ — 阿波罗17号
- 莱因霍尔德·埃瓦尔德（英语：Reinhold Ewald） — 联盟TM-25（英语：Soyuz TM-25）/联盟TM-24
- 利奥波德·埃亚尔茨, EAC — 联盟TM-27（英语：Soyuz TM-27）/联盟TM-26（英语：Soyuz TM-26）, STS-122/STS-123

## F
- 约翰·法比安 — STS-7, STS-51-G
- 穆罕默德·法里斯 — 联盟TM-3（英语：Soyuz TM-3）/联盟TM-2（英语：Soyuz TM-2）
- 法尔卡什·拜尔陶隆 — 联盟36号（英语：Soyuz 36）/联盟35号（英语：Soyuz 35）
- 吉恩-杰克斯·费维尔（英语：Jean-Jacques Favier） — STS-78
- 安德里·费迪亚耶夫（英语：Andrey Fedyaev） — SpaceX載人6號
- 费俊龙 — 神舟六号, 神舟十五号
- 康斯坦丁·彼得罗维奇·费奥克蒂斯托夫 (1926–2009) — 上升1号
- 克里斯托弗·弗格森 — STS-115, STS-126, STS-135
- 马丁·费特曼（英语：Martin J. Fettman） — STS-58
- 安德魯‧福斯泰（英语：Andrew J. Feustel） — STS-125, STS-134, 联盟MS-08
- 阿纳托利·菲利普琴科 — 聯盟7號（英语：Soyuz 7）, 联盟16号（英语：Soyuz 16）
- 迈克尔·芬克 — 联盟TMA-4, 联盟TMA-13, STS-134
- John L. Finley (1935–2006) — No flights. Trained for the 载人轨道实验室（英语：Manned Orbiting Laboratory） program.
- 傑克·費舍爾（英语：Jack D. Fischer） — 联盟MS-04
- 安娜·菲舍尔, M.D. — STS-51-A
- 威廉·弗雷德里克·费舍尔（英语：William Frederick Fisher）, M.D. — STS-51-I
- 克劳斯-迪特里希·弗拉德 — 联盟TM-14（英语：Soyuz TM-14）/联盟TM-13
- 迈克尔·福奥勒（英语：Michael Foale） — STS-45, STS-56, STS-63, STS-84/STS-86, STS-103, 联盟TMA-3
- 凯文·福特（英语：Kevin A. Ford） — STS-128, 联盟TMA-06M
- 迈克尔·弗尔曼（英语：Michael Foreman (astronaut)） — STS-123, STS-129
- 帕特里克·福里斯特（英语：Patrick G. Forrester） — STS-105, STS-117, STS-128
- 迈克尔·佛苏姆（英语：Michael E. Fossum） — STS-121, STS-124, 联盟TMA-02M
- 西奥多·弗里曼 (1930–1964) — No flights
- 史蒂芬·弗里克（英语：Stephen Frick） — STS-110, STS-122
- 德克·弗里穆特（英语：Dirk Frimout） — STS-45
- 克里斯特·富格莱桑 — STS-116, STS-128
- 戈尔登·福勒顿 (1936–2013) — STS-3, STS-51-F
- 沃利·冯克 — 藍色起源NS-16
- 莱因哈德·富勒尔（英语：Reinhard Furrer） (1940–1995) — STS-61-A
- 古川聰 — 联盟TMA-02M, SpaceX載人7號

## G
- 德鲁·加夫尼（英语：F. Drew Gaffney）, M.D. — STS-40
- 尤里·阿列克谢耶维奇·加加林 (1934–1968)† — 東方一號. First person in space.Died in a training flight.
- 小罗纳德·加兰（英语：Ronald J. Garan Jr.） — STS-124, 联盟TMA-21
- 戴尔·加德纳 (1948–2014) — STS-8, STS-51-A
- 盖伊·加德纳（英语：Guy Gardner (astronaut)） — STS-27, STS-35
- 馬克·加諾 — STS-41-G, STS-77, STS-97
- 欧文·加里欧特 (1930–2019) — 天空实验室3号, STS-9
- 查尔斯·格马尔（英语：Charles D. Gemar） — STS-38, STS-48, STS-62
- 迈克尔·格恩哈特 — STS-69, STS-83, STS-94, STS-104
- 亚历山大·格斯特（英语：Alexander Gerst） — 联盟TMA-13M
- 阿尔珀·盖泽拉夫哲（英语：Alper Gezeravcı） —  公理3号 (2024)
- 爱德华·吉布森 — 太空实验室4号（英语：Skylab 4）
- 罗伯特·吉布森 — STS-41-B, STS-61-C, STS-27, STS-47, STS-71
- 尤里·吉德津科 — 联盟TM-22（英语：Soyuz TM-22）, 联盟TM-31/STS-102, 联盟TM-34/联盟TM-33
- 爱德华·吉文斯 (1930–1967) — No flights. NASA group 5.
- 尤里·格拉兹科夫 (1939–2008) — 聯盟24號（英语：Soyuz 24）
- 约翰·格伦 (1921–2016) — 水星-宇宙神6号, STS-95
- 维克多·格洛弗 — SpaceX載人1號
- 琳达·戈德温（英语：Linda M. Godwin） — STS-37, STS-59, STS-76, STS-108
- 米高·活特（英语：Michael T. Good） — STS-125, STS-132
- 維克托·戈爾巴特科 — 聯盟7號（英语：Soyuz 7）, 聯盟24號（英语：Soyuz 24）, 聯盟37號（英语：Soyuz 37）/联盟36号（英语：Soyuz 36）
- 理查德·戈尔登 (1929–2017) △ — 双子座11号, 阿波罗12号
- 多米尼克·普德维尔·格里（英语：Dominic L. Pudwill Gorie） — STS-91, STS-99, STS-108, STS-123
- 罗纳德·格莱伯（英语：Ronald J. Grabe） — STS-51-J, STS-30, STS-42, STS-57
- 杜安·格拉韦林, M.D. (1931–2016) — No flights
- 亚历山大·格雷本金（英语：Alexander Grebenkin） — SpaceX載人8號
- 格奧爾基·格列奇科 (1931–2017) — 联盟17号（英语：Soyuz 17）, 联盟26号（英语：Soyuz 26）/联盟27号（英语：Soyuz 27）, 礼炮7号EO-4（英语：Soyuz T-14）/联盟T-13（英语：Soyuz T-13）
- 弗雷德里克·格里高利 — STS-51-B, STS-33, STS-44
- 威廉·格雷戈里（英语：William G. Gregory） — STS-67
- 大卫·格里格斯 (1939–1989) — STS-51-D
- 古斯·格里森 (1926–1967) † — 水星-红石4号, 双子座3号. Died in the 阿波罗1号 fire accident.
- 约翰·格伦斯菲尔德 — STS-67, STS-81, STS-103, STS-109, STS-125
- 阿列克谢·古巴列夫 — 联盟17号（英语：Soyuz 17）, 联盟28号
- 桂海潮 — 神舟十六号
- 翁贝托·圭多尼（英语：Umberto Guidoni） — STS-75, STS-100
- 朱格德尔德米德·古尔拉格查 — 联盟39号（英语：Soyuz 39）
- 西德尼·古蒂雷兹（英语：Sidney M. Gutierrez） — STS-40, STS-59

## H
- 克里斯·哈德菲爾德 — STS-74, STS-100, 远征34（英语：Expedition 34）, 远征35（英语：Expedition 35）, 联盟TMA-07M
- 尼克·黑格 — 联盟MS-10, 联盟MS-12
- 克洛迪·艾涅尔, EAC — 联盟TM-24/联盟TM-23（英语：Soyuz TM-23）, 联盟TM-33/联盟TM-32
- 让-皮埃尔·艾涅尔, EAC — 联盟TM-17/联盟TM-16（英语：Soyuz TM-16）, 联盟TM-29（英语：Soyuz TM-29）
- 弗莱德·海斯 △ — 阿波罗13号
- 詹姆斯·海塞尔（英语：James D. Halsell） — STS-65, STS-74, STS-83, STS-94, STS-101
- 肯尼斯·汉姆（英语：Kenneth Ham） — STS-124, STS-132
- 克里斯蒂娜·科赫 — 联盟MS-12/联盟MS-13 (远征59（英语：Expedition 59）/远征60（英语：Expedition 60）/远征61（英语：Expedition 61）). A member of the first all-female EVA team.
- 布莱恩·哈蒙德（英语：L. Blaine Hammond） — STS-39, STS-64
- 傑瑞米·漢森 — No flights
- 格里高利·哈巴（英语：Gregory J. Harbaugh） — STS-39, STS-54, STS-71, STS-82
- 小伯纳德·A·哈里斯（英语：Bernard A. Harris Jr.） — STS-55, STS-63
- 特里·哈特 — STS-41-C
- 亨利·哈特斯菲尔德 (1933–2014) — STS-4, STS-41-D, STS-61-A
- 弗雷德里克·豪克 — STS-7, STS-51-A, STS-26
- 斯蒂芬·霍利 — STS-41-D, STS-61-C, STS-31, STS-82, STS-93
- 蘇珊·珍·赫爾姆斯（英语：Susan Helms） — STS-54, STS-64, STS-78, STS-101, STS-102/STS-105
- 卡尔·海因兹 (1926–1993) — STS-51-F
- 托马斯·亨宁（英语：Thomas J. Hennen） — STS-44
- 特伦斯·T·亨里克斯（英语：Terence T. Henricks） — STS-44, STS-55, STS-70, STS-78
- 米羅斯瓦夫·赫爾曼謝夫斯基 — 联盟30号（英语：Soyuz 30）
- 何塞·莫雷诺·埃尔南德斯（英语：José M. Hernández） — STS-128
- 约翰·赫林顿（英语：John Herrington） — STS-113
- 理查德·赫耶布（英语：Richard Hieb） — STS-39, STS-49, STS-65
- 琼·希金博瑟姆（英语：Joan Higginbotham） — STS-116
- 大卫·希尔默斯（英语：David C. Hilmers） — STS-51-J, STS-26, STS-36, STS-42
- 罗伯特·海因斯 — SpaceX載人4號 (2022)
- 凯瑟琳·哈娅（英语：Kathryn P. Hire） — STS-90, STS-130
- 查尔斯·霍伯格（英语：Charles O. Hobaugh） — STS-104, STS-118, STS-129
- 沃伦·霍伯格 — SpaceX載人6號
- 杰弗利·霍夫曼 — STS-51-D, STS-35, STS-46, STS-61, STS-75
- 唐纳德·赫尔姆奎斯特, M.D. — No flights
- 迈克尔·S·霍普金斯（英语：Michael S. Hopkins） — 联盟TMA-10M, SpaceX載人1號
- 斯科特·赫罗威兹（英语：Scott J. Horowitz） — STS-75, STS-82, STS-101, STS-105
- 星出彰彥 — STS-124, 联盟TMA-05M, SpaceX載人2號
- 米莉·休斯-富尔福（英语：Millie Hughes-Fulford） — STS-40
- 道格拉斯·赫爾利 — STS-127, STS-135, 载人龙飞船示范2号
- 里克·赫斯本德 (1957–2003) † — STS-96. Died in the 哥伦比亚号航天飞机灾难 (STS-107).

## I
- 詹姆斯·艾尔文 (1930–1991) △▲ — 阿波罗15号
- 亚历山大·伊万琴科夫 — 联盟29号（英语：Soyuz 29）/联盟31号（英语：Soyuz 31）
- 阿纳托利·伊万尼申 — 联盟TMA-22 联盟MS-16
- 乔治·伊万诺夫（英语：Georgi Ivanov (cosmonaut)） — 联盟33号（英语：Soyuz 33）
- 玛莎·埃文斯 — STS-32, STS-46, STS-62, STS-81, STS-98

## J
- 西格蒙德·雅恩 (1937–2019) — 联盟31号（英语：Soyuz 31）/联盟29号（英语：Soyuz 29）
- 梅·杰米森, M.D. — STS-47
- 塔玛拉·J·杰尼根（英语：Tamara E. Jernigan） — STS-40, STS-52, STS-67, STS-80, STS-96
- 小布伦特·杰特（英语：Brent W. Jett Jr.） — STS-72, STS-81, STS-97, STS-115
- 景海鹏 — 神舟七号, 神舟九号, 神舟十一号, 神舟十六号
- 江新林 — 神舟十七号
- 葛列格里·莊遜（英语：Gregory C. Johnson） — STS-125
- 格里高利·约翰逊（英语：Gregory H. Johnson） — STS-123, STS-134
- 托马斯·戴维·琼斯（英语：Thomas David Jones） — STS-59, STS-68, STS-80, STS-98
- Zenon Jankowski — 联盟30号（英语：Soyuz 30） Backup

## K
- 列昂尼德·卡杰紐克 (1951–2018) — STS-87
- 亚历山大·卡列里 — 联盟TM-14（英语：Soyuz TM-14）, 联盟TM-24, 联盟TM-30（英语：Soyuz TM-30）, 联盟TMA-3, 联盟TMA-01M
- 珍妮特·卡万迪（英语：Janet L. Kavandi） — STS-91, STS-99, STS-104
- 詹姆斯·M·凯利（英语：James M. Kelly (astronaut)） — STS-102, STS-114
- 马克·凯利 — STS-108, STS-121, STS-124, STS-134
- 史考特·凱利（英语：Scott Kelly (astronaut)） — STS-103, STS-118, 联盟TMA-01M, 联盟TMA-16M/联盟TMA-18M
- 约瑟夫·科文, M.D. — 天空實驗室2號
- 叶夫根尼·赫鲁诺夫 (1933–2000) — 联盟5号（英语：Soyuz 5）/联盟4号（英语：Soyuz 4）
- 安娜·基金娜 — SpaceX载人5号
- 金喬尼 — No flights
- 羅伯特·金布羅（英语：Shane Kimbrough） — STS-126, 联盟MS-02, SpaceX載人2號.
- 列昂尼德·基济姆 (1941–2010) — 联盟T-3（英语：Soyuz T-3）, 联盟T-10（英语：Soyuz T-10）/联盟T-11（英语：Soyuz T-11）, 聯盟T-15（英语：Soyuz T-15）
- 彼得·克利穆克 — 联盟13号（英语：Soyuz 13）, 联盟18号（英语：Soyuz 18）, 联盟30号（英语：Soyuz 30）
- 威廉·J·耐特（英语：William J. Knight） (1929–2004) — X-15試驗機 flight 190
- Pyotr Kolodin — No flights, backup for several missions.
- 弗拉基米尔·科马罗夫 (1927–1967) † — 上升1号. Died during 联盟1号 reentry crash.
- 叶莲娜·孔达科娃 — 联盟TM-20（英语：Soyuz TM-20）/STS-84
- 德米特里·孔德拉季耶夫 — 联盟TMA-20
- 奥列格·科诺年科 — 联盟TMA-12, 联盟TMA-03M, 联盟MS-11, 联盟MS-24/联盟MS-25
- 蒂莫西·卡帕（英语：Timothy Kopra） — STS-127/STS-128
- 米哈伊尔·科尔尼延科 — 联盟TMA-18, 联盟TMA-16M/联盟TMA-18M
- 谢尔盖·科萨科夫（英语：Sergey Korsakov (cosmonaut)） — 联盟MS-21
- 瓦列里·科尔尊 — 联盟TM-24, STS-111/STS-113
- 奥列格·科托夫 — 联盟TMA-10, 联盟TMA-17, 联盟TMA-10M
- 弗拉基米尔·科瓦廖诺克 — 联盟25号（英语：Soyuz 25）, 联盟29号（英语：Soyuz 29）/联盟31号（英语：Soyuz 31）, 联盟T-4（英语：Soyuz T-4）
- 康斯坦丁·科泽耶夫 — 联盟TM-33/联盟TM-32
- 凯文·克雷格尔（英语：Kevin R. Kregel） — STS-70, STS-78, STS-87, STS-99
- 谢尔盖·克里卡廖夫 —  联盟TM-7（英语：Soyuz TM-7）, 联盟TM-12（英语：Soyuz TM-12）/联盟TM-13, STS-60, STS-88, 联盟TM-31/STS-102, 联盟TMA-6
- 瓦列里·库巴索夫 (1935–2019) — 联盟6号（英语：Soyuz 6）, 阿波罗-联盟测试计划, 联盟36号（英语：Soyuz 36）/联盟35号（英语：Soyuz 35）
- 谢尔盖·库德-斯维奇科夫（英语：Sergey Kud-Sverchkov） — 联盟MS-17
- 安德烈·库佩斯（英语：André Kuipers） — 联盟TMA-4/联盟TMA-3, 联盟TMA-03M
- 罗布·库林（英语：Robb Kulin） — No flights. Resigned as an astronaut candidate in 2018.

## L
- 亚历山大·拉维金 — 联盟TM-2（英语：Soyuz TM-2）
- 罗伯特·亨利·劳伦斯（英语：Robert Henry Lawrence Jr.） (1935–1967) — No flights. Trained for 载人轨道实验室（英语：Manned Orbiting Laboratory） program.
- 威迪·劳伦斯（英语：Wendy B. Lawrence） — STS-67, STS-86, STS-91, STS-114
- 瓦西里·拉扎列夫 (1928–1990) — 联盟12号（英语：Soyuz 12）, 联盟18A
- 亚历山大·拉祖特金 — 联盟TM-25（英语：Soyuz TM-25）
- 瓦连京·列别杰夫 — 联盟13号（英语：Soyuz 13）, 联盟T-5（英语：Soyuz T-5）/联盟T-7（英语：Soyuz T-7）
- 李聪 — 神舟十八号
- 李广苏 — 神舟十八号
- 马克·C·李（英语：Mark C. Lee） — STS-30, STS-47, STS-64, STS-82
- 大卫·里茨马（英语：David Leestma） — STS-41-G, STS-28, STS-45
- 威廉·勒诺 (1939–2010) — STS-5
- 阿列克谢·阿尔希波维奇·列昂诺夫 (1934–2019) — 上升2号, 阿波罗-联盟测试计划. First space walk.
- 弗雷德里克·莱斯利（英语：Frederick W. Leslie） — STS-73
- 阿纳托利·列夫琴科 (1941–1988) — 联盟TM-4（英语：Soyuz TM-4）/联盟TM-3（英语：Soyuz TM-3）
- 拜伦·利希滕贝格（英语：Byron K. Lichtenberg） — STS-9, STS-45
- 唐·林德 — STS-51-B
- 凱爾·林格倫 — 联盟TMA-17M, SpaceX載人4號 (2022)
- 史蒂夫·林赛（英语：Steven Lindsey） — STS-87, STS-95, STS-104, STS-121, STS-133
- 杰瑞·林恩格（英语：Jerry M. Linenger） — STS-64, STS-81/STS-84
- 理查德·林奈（英语：Richard M. Linnehan） — STS-78, STS-90, STS-109, STS-123
- 格雷戈里·T·林特里斯（英语：Gregory T. Linteris） — STS-83, STS-94
- 劉伯明 — 神舟七号, 神舟十二号
- 刘旺 — 神舟九号
- 刘洋 — 神舟九号, 神舟十四号
  - (Yáng Lìwěi – see Yáng Lìwěi)
- 约翰·勒韦尔林 — No flights
- 保罗·洛克哈特（英语：Paul Lockhart (astronaut)） — STS-111, STS-113
- 尤里·隆恰科夫 — STS-100, 联盟TMA-1/联盟TM-34, 联盟TMA-13
- 迈克尔·洛佩斯-阿莱格里亚 — STS-73, STS-92, STS-113, 联盟TMA-9,  公理1號, 公理3号 (2024)
- Christopher Loria — No flights
- 约翰·朗治（英语：John M. Lounge） — STS-51-I, STS-26, STS-35
- 杰克·洛斯马 — 天空实验室3号, STS-3
- 斯坦利·洛夫（英语：Stanley G. Love） — STS-122
- 吉姆·洛弗尔 △ — 双子座7号, 双子座12号, 阿波罗8号, 阿波罗13号
- 大卫·洛（英语：G. David Low） (1956–2008) — STS-32, STS-43, STS-57
- 盧傑 — STS-84, STS-106, 联盟TMA-2
- 珊农·露茜德 — STS-51-G, STS-34, STS-43, STS-58, STS-76/STS-79.
- 弗拉基米尔·利亚霍夫 — 联盟32号（英语：Soyuz 32）/联盟34号（英语：Soyuz 34）, 联盟T-9（英语：Soyuz T-9）, 联盟TM-6（英语：Soyuz TM-6）/联盟TM-5（英语：Soyuz TM-5）

## M
- 戴維·麥凱 — VSS Unity VF-01
- 史蒂夫·麦克莱恩（英语：Steve MacLean (astronaut)） — STS-52, STS-115
- 桑德拉·马格努斯（英语：Sandra Magnus） — STS-112, STS-126/119, STS-135
- 奥列格·格里戈里耶·马卡罗夫（英语：Oleg Makarov (cosmonaut)） (1933–2003) — 联盟12号（英语：Soyuz 12）, 联盟18A, 联盟27号（英语：Soyuz 27）/联盟26号（英语：Soyuz 26）, 联盟T-3（英语：Soyuz T-3）
- 尤里·马连琴科 — 联盟TM-19（英语：Soyuz TM-19）, STS-106, 联盟TMA-2, 联盟TMA-11, 联盟TMA-05M, 联盟TMA-19M
- 佛朗哥·马莱尔巴（英语：Franco Malerba） — STS-46
- Ravish Malhotra — No flights. India's backup cosmonaut for the 国际宇航员计划 program.
- 尤里·瓦西里耶维奇·马雷舍夫 (1941–1999) — 联盟T-2（英语：Soyuz T-2）, 联盟T-11（英语：Soyuz T-11）/联盟T-10（英语：Soyuz T-10）
- 根纳季·马纳科夫 —  联盟TM-10（英语：Soyuz TM-10）, 联盟TM-16（英语：Soyuz TM-16）
- 穆萨·马纳罗夫 — 联盟TM-4（英语：Soyuz TM-4）/联盟TM-6（英语：Soyuz TM-6）, 联盟TM-11（英语：Soyuz TM-11）
- 妮可·奥纳普·曼恩 — SpaceX载人5号
- 托馬斯·馬什本（英语：Thomas Marshburn）, M.D. — STS-127, 联盟TMA-07M, SpaceX載人3號
- 邁克爾·馬西莫諾 — STS-109, STS-125
- 理查德·马斯特拉基奥（英语：Richard Mastracchio） — STS-106, STS-118, STS-131, 联盟TMA-11M
- 丹尼斯·马特维耶夫（英语：Denis Matveev） — 联盟MS-21
- 馬提亞斯·毛雷爾（英语：Matthias Maurer） — SpaceX載人3號
- Michael Masucci — VSS Unity VF-01
- 肯·马丁利 (1936–2023) △ — 阿波罗16号, STS-4, STS-51-C.
- 美瑾·麥克亞瑟（英语：K. Megan McArthur） — STS-125, SpaceX載人2號
- 威廉·麦克阿瑟（英语：William S. McArthur） — STS-58, STS-74, STS-92, 联盟TMA-7
- 克里斯塔·麦考利芙 (1948–1986)† — Died in the 挑战者号航天飞机灾难
- 乔恩·麦克布莱德 — STS-41-G
- 布鲁斯·麦坎德利斯 (1937–2017) — STS-41-B, STS-31
- 安妮·麦克莱恩 — 联盟MS-11.
- 威廉·麦库尔 (1961–2003) † — Died in the 哥伦比亚号航天飞机灾难 (STS-107)
- 迈克尔·麦库里（英语：Michael J. McCulley） — STS-34
- John B. McKay (1922–1975) — X-15試驗機 Flight 150 (awarded posthumously). The Flight 74 accident shortened his life.
- 詹姆斯·麦克迪维特 (1929–2022) — 双子座4号, 阿波罗9号
- 唐纳德·麦克蒙纳格（英语：Donald R. McMonagle） — STS-39, STS-54, STS-66
- 罗纳德·麦克内尔 (1950–1986) † — STS-41-B. Died in the 挑战者号航天飞机灾难 (STS-51-L).
- Sean McWillie — C6M0
- 卡尔·米德（英语：Carl J. Meade） — STS-38, STS-50, STS-64
- 杰西卡·梅尔 — 联盟MS-15 (远征61（英语：Expedition 61）/远征62（英语：Expedition 62）). A member of the first all-female EVA team.
- 布鲁斯·梅尔尼克（英语：Bruce E. Melnick） — STS-41, STS-49
- 帕梅拉·梅尔罗伊（英语：Pamela Melroy） — STS-92, STS-112, STS-120
- Mike Melvill — SpaceShipOne flight 15P and 16P
- 利兰·梅尔文（英语：Leland D. Melvin） — STS-122, STS-129
- 乌尔夫·默博尔德（英语：Ulf Merbold） — STS-9, STS-42, 联盟TM-20（英语：Soyuz TM-20）/联盟TM-19（英语：Soyuz TM-19）
- 恩斯特‧梅塞施密德（英语：Ernst Messerschmid） — STS-61-A
- 陶乐茜·梅特尔夫（英语：Dorothy Metcalf-Lindenburger） — STS-131
- 科特·米歇尔 (1934–2015) — No flights
- 亚历山大·米苏尔金 — 联盟TMA-08M, 联盟MS-06,  联盟MS-20
- 艾德加·米切尔 (1930–2016) △▲ — 阿波罗14号
- 安德烈亚斯·莫根森（英语：Andreas Mogensen） — 联盟TMA-18M, SpaceX載人7號
- 贾斯敏·莫赫贝里 — SpaceX載人7號
- 阿卜杜勒·阿哈德·莫赫曼德 — 联盟TM-6（英语：Soyuz TM-6）/联盟TM-5（英语：Soyuz TM-5）
- 毛利衛 — STS-47, STS-99
- 安德鲁·理查德·摩根 — 联盟MS-13
- 芭芭拉·摩根 — STS-118
- 李·莫林（英语：Lee Morin） — STS-110
- 鲍里斯·莫鲁科夫 (1950–2015) — STS-106
- 貝斯·摩西（英语：Beth Moses） — VSS Unity VF-01
- 向井千秋, M.D. — STS-65, STS-95
- 理查德·穆莱恩 — STS-41-D, STS-27, STS-36
- 塔尔加特·穆萨巴耶夫 — 联盟TM-19（英语：Soyuz TM-19）, 联盟TM-27（英语：Soyuz TM-27）, 联盟TM-32/联盟TM-31
- 斯多里·马斯格雷夫, M.D. — STS-6, STS-51-F, STS-33, STS-44, STS-61, STS-80

## N
- 斯蒂芬·纳格尔 (1946–2014) — STS-51-G, STS-61-A, STS-37, STS-55
- 乔治·尼尔森 — STS-41-C, STS-61-C, STS-26
- Grigori Nelyubov (1934–1966) — No flights. Vostok backup.
- 鲁道夫·内里·贝拉（英语：Rodolfo Neri Vela） — STS-61-B
- 保羅·內斯波利（英语：Paolo Nespoli） — STS-120, 联盟TMA-20
- 詹姆斯·纽曼（英语：James H. Newman） — STS-51, STS-69, STS-88, STS-109
- 苏丹·尼亚迪 — SpaceX載人6號
- 克劳德·尼科里埃尔 — STS-46, STS-61, STS-75, STS-103
- 聂海胜 — 神舟六号, 神舟十号, 神舟十二号
- 安德里扬·尼古拉耶夫 (1929–2004) — 東方三號, 联盟9号（英语：Soyuz 9）
- 野口聪一 — STS-114, 联盟TMA-17, SpaceX載人1號
- 卡洛斯·诺列加（英语：Carlos I. Noriega） — STS-84, STS-97
- 奥列格·诺维茨基 — 联盟TMA-06M, 联盟MS-18, 联盟MS-25/联盟MS-24
- 莉薩·諾瓦克 — STS-121
- 凯伦·尼伯格（英语：Karen Nyberg） — STS-124, 联盟TMA-09M

## O
- 布赖恩·奥康纳（英语：Bryan D. O'Connor） — STS-61-B, STS-40
- 艾伦·奥乔亚（英语：Ellen Ochoa） — STS-56, STS-66, STS-96, STS-110
- 烏波·歐克斯（英语：Wubbo Ockels） (1946–2014) — STS-61-A
- 威廉·奧費萊恩 — STS-116
- 罗拉尔·奥哈拉 — 联盟MS-24
- 布莱恩·奥列里 (1940–2011) — No flights
- 约翰·奥利瓦斯（英语：John D. Olivas） — STS-117, STS-128
- 大西卓哉 — 聯盟MS-01, 远征48/远征49.
- 鬼塚承次 (1946–1986) † — STS-51-C. Died in the 挑战者号航天飞机灾难 (STS-51-L).
- 尤里·奥努夫里恩科 — 联盟TM-23（英语：Soyuz TM-23）, STS-108/STS-111
- 斯蒂芬·奥斯瓦尔德 — STS-42, STS-56, STS-67
- 阿列克谢·奥夫奇宁 — 联盟TMA-20M
- 罗伯特·欧沃米尔 (1936–1996) — STS-5, STS-51-B

## P
- 根纳季·帕达尔卡 — 聯盟TM-28（英语：Soyuz TM-28）, 联盟TMA-4, 联盟TMA-14, 联盟TMA-04M, 联盟TMA-16M
- 威廉·佩尔斯（英语：William A. Pailes） — STS-51-J
- 斯科特·帕拉津斯基（英语：Scott E. Parazynski）, M.D. — STS-66, STS-86, STS-95, STS-100, STS-120
- 罗纳德·帕里斯（英语：Ronald Parise） (1951–2008) — STS-35, STS-67
- 罗伯特·A·帕克 — STS-9, STS-35
- 卢卡·帕尔米塔诺 — 联盟TMA-09M
- 尼古拉斯·帕特里克（英语：Nicholas Patrick） — STS-116, STS-130
- 维克托·帕察耶夫 (1933–1971) † — Died in the 联盟11号 reentry depressurisation.
- 詹姆斯·A·帕瓦尔奇克（英语：James A. Pawelczyk） — STS-90
- 朱莉·帕耶特 — STS-96, STS-127
- 加里·佩顿（英语：Gary Payton (astronaut)） — STS-51-C
- 提姆·皮克 — 联盟TMA-19M
- 菲利普·佩林（英语：Philippe Perrin）, EAC — STS-111
- 托马斯·佩斯凯 — 联盟MS-03, SpaceX載人2號
- 唐纳德·彼得森 — STS-6
- 德米特里·佩捷林（英语：Dmitry Petelin） — 联盟MS-22
- 唐納德·佩蒂特 — STS-113/联盟TMA-1, STS-126, 联盟TMA-03M
- 约翰·菲利普斯 — STS-100, 联盟TMA-6, STS-119
- 威廉·波格 (1930–2014) — 太空实验室4号（英语：Skylab 4）
- 艾伦·波因德克斯特（英语：Alan G. Poindexter） (1961–2012) — STS-122, STS-131
- 马克·波兰斯基（英语：Mark L. Polansky） — STS-98, STS-116, STS-127
- 亚历山大·波列修克 — 联盟TM-16（英语：Soyuz TM-16）
- 瓦列里·波利亚科夫, M.D. (1942–2022) — 联盟TM-6（英语：Soyuz TM-6）/联盟TM-7（英语：Soyuz TM-7）, 联盟TM-18（英语：Soyuz TM-18）/联盟TM-20（英语：Soyuz TM-20）
- 馬可斯·龐特斯（英语：Marcos Pontes） — 联盟TMA-8
- 列昂尼德·波波夫 — 联盟35号（英语：Soyuz 35）/聯盟37號（英语：Soyuz 37）, 联盟40号（英语：Soyuz 40）, 联盟T-7（英语：Soyuz T-7）/联盟T-5（英语：Soyuz T-5）
- 帕维尔·波波维奇 (1930–2009) — 東方四號, 联盟14号（英语：Soyuz 14）
- 查尔斯·普勒科特（英语：Charles J. Precourt） — STS-55, STS-71, STS-84, STS-91
- 肖恩·普羅克特（英语：Sian Proctor） — 靈感4號
- 谢尔盖·普罗科皮耶夫（英语：Sergey Prokopyev (cosmonaut)） — 联盟MS-09, 联盟MS-22
- 杜米特鲁·普鲁纳留 — 联盟40号（英语：Soyuz 40）

## R
- 伊兰·拉蒙 (1954–2003) — Died in the 哥伦比亚号航天飞机灾难 (STS-107)
- 威廉·雷迪（英语：William F. Readdy） — STS-42, STS-51, STS-79
- 肯内斯·雷特勒 — STS-48, STS-60
- 詹姆斯·莱利（英语：James F. Reilly） — STS-89, STS-104, STS-117
- 加勒特·里斯曼（英语：Garrett Reisman） — STS-123/STS-124, STS-132
- 托马斯·莱特尔（英语：Thomas Reiter） — 联盟TM-22（英语：Soyuz TM-22）, STS-121/STS-116 远征13（英语：Expedition 13）
- 弗拉迪米尔·雷梅克 — 联盟28号
- 朱迪斯·蕾斯尼克 (1949–1986)† — STS-41-D. Died in the 挑战者号航天飞机灾难 (STS-51-L)
- 谢尔盖·列温 — 联盟TMA-04M
- 保罗·理查兹（英语：Paul W. Richards） — STS-102
- 理查德·理查兹（英语：Richard N. Richards） — STS-28, STS-41, STS-50, STS-64
- 萨莉·莱德 (1951–2012) — STS-7, STS-41-G. First American woman in space.
- Patricia Robertson, M.D. (1963–2001) — No flights
- 史蒂芬·罗宾逊（英语：Stephen Robinson） — STS-85, STS-95, STS-114, STS-130
- Russell L. Rogers (1928–1967) — No flights. Assigned to the X-20試驗機 project.
- 罗曼·罗曼年科 — 联盟TMA-15 联盟TMA-07M
- 尤里·罗曼年科 — 联盟26号（英语：Soyuz 26）/联盟27号（英语：Soyuz 27）, 联盟38号（英语：Soyuz 38）, 联盟TM-2（英语：Soyuz TM-2）/联盟TM-3（英语：Soyuz TM-3）
- 肯特·罗明杰（英语：Kent Rominger） — STS-73, STS-80, STS-85, STS-96, STS-100
- 斯图尔特·罗萨 (1933–1994) △ — 阿波罗14号
- 杰瑞·罗斯（英语：Jerry L. Ross） — STS-61-B, STS-27, STS-37, STS-55, STS-74, STS-88, STS-110
- 瓦列里·罗日杰斯特文斯基 — 联盟23号（英语：Soyuz 23）
- 嘉芙蓮·魯賓斯 — 聯盟MS-01, ISS 远征48, 远征49, 联盟MS-17
- 弗朗西斯科·卢比奥 — 联盟MS-22
- 尼古拉·尼古拉维奇·鲁卡维什尼科夫（英语：Nikolai Rukavishnikov） (1932–2002) — 联盟10号（英语：Soyuz 10）, 联盟16号（英语：Soyuz 16）, 联盟33号（英语：Soyuz 33）
- 马里奥·伦科（英语：Mario Runco Jr.） — STS-44, STS-54, STS-77
- 谢尔盖·梁赞斯基 — 联盟TMA-10M
- 瓦列里·留明 (1939–2022) — 联盟25号（英语：Soyuz 25）, 联盟32号（英语：Soyuz 32）/联盟34号（英语：Soyuz 34）, 联盟35号（英语：Soyuz 35）/聯盟37號（英语：Soyuz 37）, STS-91
- 谢尔盖·尼古拉耶维奇·雷日科夫 — 联盟MS-02, 联盟MS-17

## S
- 阿尔伯特·薩科（英语：Albert Sacco） — STS-73
- 大卫·圣雅克（英语：David Saint-Jacques） — 联盟MS-11.
- 亚历山大·萨莫库佳耶夫 — 联盟TMA-21, 联盟TMA-14M
- 根纳季·萨拉法诺夫 (1942–2005) — 联盟15号（英语：Soyuz 15）
- 罗伯特·撒切尔（英语：Robert Satcher）, M.D. — STS-129
- 苏尔坦·本·萨勒曼·本·阿卜杜勒-阿齐兹·阿勒沙特 — STS-51-G
- 维克托·萨维内赫 — 联盟T-4（英语：Soyuz T-4）, 联盟T-13（英语：Soyuz T-13）/礼炮7号EO-4（英语：Soyuz T-14）
- 斯韋特蘭娜·薩維茨卡婭 — 联盟T-7（英语：Soyuz T-7）/联盟T-5（英语：Soyuz T-5）, 联盟T-12（英语：Soyuz T-12）
- 瓦尔特·施艾拉 (1923–2007) — 水星-宇宙神8号（英语：Mercury-Atlas 8）, 双子座6A号, 阿波罗7号
- 汉斯·施勒格尔（英语：Hans Schlegel） — STS-55, STS-122
- 哈里森·施密特 △▲ — 阿波罗17号
- 拉塞尔·施威卡特 — 阿波罗9号
- 迪克·斯科比 (1939–1986) † — STS-41-C. Died in the 挑战者号航天飞机灾难 (STS-51-L).
- 大卫·斯科特 △▲ — 双子座8号, 阿波罗9号, 阿波罗15号
- 温斯顿·斯科特（英语：Winston E. Scott） — STS-72, STS-87
- 保罗·斯库里·巴瓦 — STS-41-G
- 理查德·塞福斯（英语：Richard A. Searfoss） (1956–2018) — STS-58, STS-76, STS-90
- 里娅·塞顿, M.D. — STS-51-D, STS-40, STS-58
- 埃里奥特·希 (1927–1966) — No flights
- 罗纳德·塞加（英语：Ronald M. Sega） — STS-60, STS-76
- 皮尔斯·塞勒斯 (1955–2016) — STS-112, STS-121, STS-132
- 亚历山大·谢列布罗夫 (1944–2013) — 联盟T-7（英语：Soyuz T-7）/联盟T-5（英语：Soyuz T-5）, 联盟T-8（英语：Soyuz T-8）, 联盟TM-8（英语：Soyuz TM-8）, 联盟TM-17
- 叶莲娜·谢罗娃 — 联盟TMA-14M
- 维塔利·谢瓦斯季亚诺夫 (1935–2010) — 联盟9号（英语：Soyuz 9）, 联盟18号（英语：Soyuz 18）
- Doug Shane — 商业航天员（英语：Commercial astronaut）, SpaceShipOne 2003
- 尤里·沙尔金 — 联盟TMA-5/联盟TMA-4
- 萨利江·沙里波夫 — STS-89, 联盟TMA-5
- 拉科什·沙尔马 — 联盟T-11（英语：Soyuz T-11）/联盟T-10（英语：Soyuz T-10）
- 海倫·沙曼 —  联盟TM-12（英语：Soyuz TM-12）, 联盟TM-11（英语：Soyuz TM-11）
- 弗拉基米尔·沙塔洛夫 (1927–2021) — 联盟4号（英语：Soyuz 4）, 联盟8号（英语：Soyuz 8）, 联盟10号（英语：Soyuz 10）
- 布鲁斯特·肖 — STS-9, STS-61-B, STS-28
- 艾伦·谢泼德 △▲ (1923–1998) — 水星-红石3号, 阿波罗14号. First American in space.
- 威廉·薛佛（英语：William Shepherd） — STS-27, STS-41, STS-52, 联盟TM-31/STS-102
  - (Nancy Sherlock – see Nancy Currie)
- 安东·什卡普列罗夫 — 联盟TMA-22, 联盟TMA-15M,  联盟MS-19
- 格奥尔基·绍宁 (1935–1997) — 联盟6号（英语：Soyuz 6）
- 罗伦·施里弗 — STS-51-C, STS-31, STS-46
- 谢赫·穆扎法尔·舒库尔, M.D. — 联盟TMA-11/联盟TMA-10
- Peter Siebold — 商业航天员（英语：Commercial astronaut）, SpaceShipOne 2003
- 奥列格·斯克里波奇卡 — 联盟TMA-01M
- 亚历山大·亚历山德罗维奇·斯克沃尔佐夫 — 联盟TMA-18, 联盟TMA-12M
- 迪克·斯雷顿 (1924–1993) — 阿波罗-联盟测试计划
- 迈克尔·约翰·史密斯 (1945–1986) † — Died in the 挑战者号航天飞机灾难 (STS-51-L)
- 史蒂文·史密斯（英语：Steven Smith (astronaut)） — STS-68, STS-82, STS-103, STS-110
- 阿纳托利·索洛维约夫（英语：Anatoly Solovyev） — 联盟TM-5（英语：Soyuz TM-5）/联盟TM-4（英语：Soyuz TM-4）, 联盟TM-9（英语：Soyuz TM-9）, 联盟TM-15（英语：Soyuz TM-15）, STS-71/聯盟TM-21（英语：Soyuz TM-21）, 联盟TM-26（英语：Soyuz TM-26）
- 弗拉基米尔·阿列克谢耶维奇·索洛维约夫 — 联盟T-10（英语：Soyuz T-10）/联盟T-11（英语：Soyuz T-11）, 聯盟T-15（英语：Soyuz T-15）
- 谢伍德·斯普林（英语：Sherwood C. Spring） — STS-61-B
- 罗伯特·斯普林格（英语：Robert C. Springer） — STS-29, STS-38
- 托马斯·斯塔福德 △ — 双子座6A号, 双子座9A号, 阿波罗10号, 阿波罗-联盟测试计划
- 海德玛丽·斯特凡尼斯海宁-皮珀（英语：Heidemarie Stefanyshyn-Piper） — STS-115, STS-126
- 罗伯特·斯图尔特 — STS-41-B, STS-51-J
- 伊爾坦·施蒂比（英语：Eytan Stibbe） — STS-107, 公理1號
- 苏珊·基尔兰（英语：Susan Kilrain） — STS-83, STS-94
- 妮可·斯托特（英语：Nicole Stott） — STS-128, STS-133
- Krasimir Stoyanov （页面存档备份，存于）-联盟TM-5（英语：Soyuz TM-5） — No flights.
- 根纳季·斯特列卡洛夫 (1940–2004) — 联盟T-3（英语：Soyuz T-3）, 联盟T-8（英语：Soyuz T-8）, 联盟T-11（英语：Soyuz T-11）/联盟T-10（英语：Soyuz T-10）, 联盟TM-10（英语：Soyuz TM-10）, 聯盟TM-21（英语：Soyuz TM-21）/STS-71
- Mark Stucky — VSS Unity VP-03
- 弗雷德里克·斯托考（英语：Frederick W. Sturckow） — STS-88, STS-105, STS-117, STS-128, VSSUnity VP-03
- 凯瑟琳·苏利文, — STS-41-G, STS-31, STS-45
- 马克西姆·苏拉耶夫 — 联盟TMA-16, 联盟TMA-13M
- 史蒂文·斯旺森（英语：Steven Swanson） — STS-117, STS-119
- 杰克·斯威格特 (1931–1982) △ — 阿波罗13号

## T
- 阿纳尔多·塔马约·门德斯 — 联盟38号（英语：Soyuz 38）
- 丹尼尔·塔尼（英语：Daniel M. Tani） — STS-108, STS-120/STS-122
- 约瑟夫·坦纳（英语：Joseph R. Tanner） — STS-66, STS-82, STS-97, STS-115
- 叶夫根尼·塔列尔金 — 联盟TMA-06M
- James M. Taylor (1930–1970) — No flights. Assigned to 载人轨道实验室（英语：Manned Orbiting Laboratory） project.
- 瓦莲京娜·捷列什科娃 — 东方六号. First woman in space.
- 诺曼·萨加德, M.D. — STS-7, STS-51-B, STS-30, STS-42, 聯盟TM-21（英语：Soyuz TM-21）/STS-71
- 格哈德·蒂勒（英语：Gerhard Thiele） — STS-99
- 罗伯特·瑟斯克, M.D. — STS-78, 联盟TMA-15
- 安德鲁·托马斯（英语：Andy Thomas） — STS-77, STS-89/STS-91, STS-102, STS-114
- 唐纳德·托马斯（英语：Donald A. Thomas） — STS-65, STS-70, STS-83, STS-94
- Stephen Thorne (1953–1986) — No flights. Died in a stunt plane accident before completing training.
- 凯瑟琳·索恩顿（英语：Kathryn C. Thornton） — STS-33, STS-49, STS-61, STS-73
- 威廉·索恩顿, M.D. (1929–2021) — STS-8, STS-51-B
- 皮埃尔·苏厄特（英语：Pierre J. Thuot） — STS-36, STS-49, STS-62
- 戈尔曼·季托夫 (1935–2000) — 東方二號
- 弗拉基米尔·季托夫 — 联盟T-8（英语：Soyuz T-8）, 联盟TM-4（英语：Soyuz TM-4）/联盟TM-6（英语：Soyuz TM-6）, STS-63, STS-86
- 汤洪波 — 神舟十二号, 神舟十七号
- 唐胜杰 — 神舟十七号
- 米歇尔·托尼尼（英语：Michel Tognini）, EAC — 联盟TM-15（英语：Soyuz TM-15）/联盟TM-14（英语：Soyuz TM-14）, STS-93
- 瓦列里·托卡列夫 — STS-96, 联盟TMA-7
- 谢尔盖·特列晓夫 — STS-111/STS-113
- 鄭有州 — STS-50
- 理查德·特鲁利 (1937–2024) — STS-2, STS-8
- 比雅尼·特里格瓦森 (1945–2022) — STS-85
- 瓦西里·齐布利耶夫 — 联盟TM-17, 联盟TM-25（英语：Soyuz TM-25）
- 范遵 — 聯盟37號（英语：Soyuz 37）/联盟36号（英语：Soyuz 36）
- 米哈伊尔·秋林 — STS-105/STS-108, 联盟TMA-9, 联盟TMA-11M

## U
- 尤里·乌萨切夫 — 联盟TM-18（英语：Soyuz TM-18）, 联盟TM-23（英语：Soyuz TM-23）, STS-101, STS-102/STS-105

## V
- 路德维克·范·登·伯格（英语：Lodewijk van den Berg） (1932–2022) — STS-51-B
- 詹姆斯·范霍夫腾 — STS-41-C, STS-51-I
- 马克·范德·海 — 联盟MS-06, 联盟MS-18,  联盟MS-19
- 伊万·瓦格纳（英语：Ivan Vagner） — 联盟MS-16
- 弗拉基米尔·瓦休京 (1952–2002) — 礼炮7号EO-4（英语：Soyuz T-14）
- 查尔斯·维茨（英语：Charles L. Veach） (1944–1995) — STS-39, STS-52
- 弗朗茨·菲伯克 — 联盟TM-13/联盟TM-12（英语：Soyuz TM-12）
- 亚历山大·维克托连科 — 联盟TM-3（英语：Soyuz TM-3）/联盟TM-2（英语：Soyuz TM-2）, 联盟TM-8（英语：Soyuz TM-8）, 联盟TM-14（英语：Soyuz TM-14）, 联盟TM-20（英语：Soyuz TM-20）
- 帕维尔·维诺格拉多夫 — 联盟TM-26（英语：Soyuz TM-26）, 联盟TMA-8
- 特里·弗茨（英语：Terry W. Virts） — STS-130, 联盟TMA-15M
- 罗伯托·维托里（英语：Roberto Vittori） — 联盟34号（英语：Soyuz 34）/联盟33号（英语：Soyuz 33）, 联盟TMA-6/联盟TMA-5, STS-134
- 伊戈尔·沃尔克 — 联盟T-12（英语：Soyuz T-12）
- 亚历山大·亚历山德罗维奇·沃尔科夫 — 礼炮7号EO-4（英语：Soyuz T-14）, 联盟TM-7（英语：Soyuz TM-7）, 联盟TM-13
- 谢尔盖·亚历山德罗维奇·沃尔科夫 — 联盟TMA-12, 联盟TMA-02M, 联盟TMA-18M
- 弗拉迪斯拉夫·沃爾科夫 (1935–1971) † — 聯盟7號（英语：Soyuz 7）. Died in the 联盟11号 reentry depressurisation.
- 鲍里斯·沃雷诺夫 — 联盟5号（英语：Soyuz 5）, 联盟21号（英语：Soyuz 21）
- 詹姆斯·沃斯（英语：James S. Voss） — STS-44, STS-53, STS-69, STS-101, STS-102/STS-105
- 简妮丝·沃斯（英语：Janice E. Voss） (1956–2012) — STS-57, STS-63, STS-83, STS-94, STS-99

## W
- 若田光一 — STS-72, STS-92, STS-119/STS-127, 联盟TMA-11M, SpaceX载人5号
- 雷克斯·沃尔海姆（英语：Rex J. Walheim） — STS-110, STS-122, STS-135
- 查尔斯·沃克 — STS-41-D, STS-51-D, STS-61-B
- 大卫·沃克 (1944–2001) — STS-51-A, STS-30, STS-53, STS-69
- 约瑟夫·艾伯特·沃克 (1921–1966) — X-15試驗機 flights 77, 90, 91
- 香农·沃克（英语：Shannon Walker） — 联盟TMA-19, SpaceX載人1號
- 烏爾里希·瓦爾特 — STS-55
- 沃尔特·维拉代（英语：Walter Villadei） —  公理3号 (2024)
- 卡尔·沃尔兹（英语：Carl E. Walz） — STS-51, STS-65, STS-79, STS-108/STS-111
- / 马库斯·旺特（英语：Marcus Wandt） —  公理3号 (2024); fastest-trained astronaut in history after selection to fly into orbit
- 王赣骏 — STS-51-B
- 王亚平 — 神舟十号, 神舟十三号
- 杰西卡·沃特金斯 — SpaceX載人4號 (2022)
- 玛丽·韦伯（英语：Mary Ellen Weber） — STS-70, STS-101
- 保罗·维兹 (1932–2017) — 天空實驗室2號, STS-6
- 吉姆·韦瑟比（英语：Jim Wetherbee） — STS-32, STS-52, STS-63, STS-86, STS-102, STS-113
- 道格·惠洛克（英语：Douglas H. Wheelock） — STS-120, 联盟TMA-19
- 爱德华·怀特 (1930–1967) † — 双子座4号. Died in the 阿波罗1号 fire accident.
- 罗伯特·迈克尔·怀特 (1924–2010) — X-15試驗機 flight 62
- 佩吉·惠特森 — STS-111/STS-113, 联盟TMA-11, 联盟MS-03/联盟MS-04, 公理2号
- 泰伦斯·威尔卡特 — STS-68, STS-79, STS-89, STS-106
- 克里夫顿·威廉姆斯 (1932–1967) † — No flights. Died in a plane crash during training.
- 戴维兹·威廉斯（英语：Dafydd Williams）, M.D. — STS-90, STS-118
- 唐纳德·威廉姆斯 (1942–2016) — STS-51-D, STS-34
- 杰弗里·威廉姆斯（英语：Jeffrey Williams (astronaut)） — STS-101, 联盟TMA-8, 联盟TMA-16
- 蘇妮塔·威廉斯 — STS-116/STS-117, 联盟TMA-05M
- 巴里·威尔莫尔 — STS-129, 联盟TMA-14M
- 斯蒂芬妮·威尔逊（英语：Stephanie Wilson） — STS-121, STS-120, STS-131
- 里德·怀斯曼 — 联盟TMA-13M
- 彼得·维索夫（英语：Peter Wisoff） — STS-57, STS-68, STS-81, STS-92
- 大卫·沃夫（英语：David Wolf (astronaut)）, M.D. — STS-58, STS-86/STS-89, STS-112, STS-127
- Neil Woodward — No flights
- 阿尔弗莱德·沃尔登 (1932–2020) △ — 阿波罗15号

## Y
- 山崎直子 — STS-131
- 杨利伟 — 神舟五号
- 叶光富 — 神舟十三号, 神舟十八号
- 鲍里斯·鲍里索维奇·叶戈罗夫, M.D. (1937–1994) — 上升1号
- 阿列克谢·叶利谢耶夫 — 联盟5号（英语：Soyuz 5）/联盟4号（英语：Soyuz 4）, 联盟8号（英语：Soyuz 8）, 联盟10号（英语：Soyuz 10）
- 李素妍  —  联盟TMA-12/联盟TMA-11
- 约翰·杨 (1930–2018) △▲ — 双子座3号, 双子座10号, 阿波罗10号, 阿波罗16号, STS-1, STS-9
- 油井龜美也 — 联盟TMA-17M
- 费奥多尔·尤尔奇欣 — STS-112, 联盟TMA-10, 联盟TMA-19, 联盟TMA-09M

## Z
- 谢尔盖·扎廖京 — 联盟TM-30（英语：Soyuz TM-30）, 联盟TMA-1/联盟TM-34
- 乔治·扎木喀（英语：George D. Zamka） — STS-120, STS-130
- 翟志剛 — 神舟七号, 神舟十三号
- 张陆 — 神舟十五号
- 张晓光 — 神舟十号
- 维塔利·若洛博夫 — 联盟21号（英语：Soyuz 21）
- 朱杨柱 — 神舟十六号
- 维亚切斯拉夫·祖多夫 — 联盟23号（英语：Soyuz 23）